# Trinity (řeka v Kalifornii)
Trinity (karucky: Kishakeevrásav) je nejdelším přítokem řeky Klamath, dlouhým přibližně 266 km nacházejícím se v Kalifornii ve Spojených státech. Její povodí odvodňuje Pacifické pobřežní pásmo, které zahrnuje také jižní část pohoří Klamath severozápadně od Sacramento Valley. Řeka je součástí ochranného programu National Wild and Scenic River. Po většinu svého toku teče Trinity rychle skrze úzké kaňony a horské louky.

## Historie
Původní hupské jméno řeky bylo Hoopah. Když ji 25. května 1828 jako první Evropan překonal Jedediah Smith se svojí skupinou lovců a obchodníků s kožešinami byla také známa jako Indian Scalp River (řeka indiánských skalpů).
Ve stejném roce byla na mapách zapsána jako Smith's River. Jméno Trinity dostala řeka omylem. Když k ní totiž v roce 1845 přišel Pierson B. Reading pojmenoval ji tak v domnění, že se vlévá do zátoky Trinidad Bay.
V roce 1862 byla řeka postižena masivními povodněmi, čímž zcela zničila hospodářské zázemí kolem ní.
Otec známého kytaristy Jerryho Garcíi se v Trinity utopil.

## Tok
Řeka pramení na severovýchodě okresu Trinity v národním parku Shasta Trinity podél východních svahů pohoří Scott (součást pohoří Klamath). Teče severozápadním směrem okolo západních úbočí pohoří Trinity až do 32 km dlouhé nádrže Trinity. Následně pokračuje k menší přehradě Lewiston z níž vytéká směrem na západ podél pohoří Trinity Alps. U Brunt Ranch se do ní ze severu vlévá New River a na hranicích okresů Humboldt a Trinity z jihu South Fork Trinity. Od soutoku se South Fork se stáčí na sever přes indiánskou rezervaci Hoopa Valley a u Weitchpec, asi 32 km od jeho ústí do Tichého oceánu, se vlévá do Klamathu.

## Povodí
V dobách Kalifornské zlaté horečky byla řeka dějištěm masivního rýžování zlata a to i za použití hydraulické těžby. Rychlý tok Trinity je hojně využíván k raftingu a kajakování. Výstavba přehrad Trinity a Lewiston, které byly součástí projektu Central Valley odvedla většinu vody z horního toku řeky do Sacramento Valley, ale byl stanoven alespoň minimální průtok na řece.

## Ekologie
Řeka je známá také díky migraci lososů a pstruhů, kteří jsou však částečně udržování v líhních. Lososi připlouvají zpravidla v polovině července a v říjnu putují zpět. Pstruzi připlouvají v říjnu a běžně bývají v řece ještě v březnu.